# Castrocontrigo
Castrocontrigo est une commune d'Espagne dans la province de León, communauté autonome de Castille-et-León. Elle s'étend sur 194,49 km2 et comptait 839 habitants en 2015.